# Мирзоев, Виталий Алиевич
Виталий Алиевич Мирзоев (20 мая 1949, c. Ленин-Джол, Киргизская ССР, СССР) — советский футболист, нападающий. Мастер спорта СССР (1973 г.).

## Карьера

### Игрок
Воспитанник юношеской городской команды Нальчика. Начал карьеру в «Спартаке» из Нальчика в 1966 году. Проиграв там до 1969 года, в столичное «Динамо», но не закрепившись там, в 1970 году вернулся в Нальчик. Проиграв там сезон, перешёл в московский «Спартак». C 1975 года играл в «Спартаке» (Нальчик), «Спартак» (Кострома), «Текстильщике» (Иваново).

### Тренер
После завершения карьеры игрока занимал должности в нальчинском «Спартаке». В сезоне 1981 года был в тренерском штате, в 1992—1994 годах был начальником команды.